# Godzilla (film, 1998)
A Godzilla 1998-ban készült amerikai sci-fi szörnyfilm, a japán Tóhó stúdió klasszikus kaidzsu filmjének és karakterének újragondolása, a Godzilla filmszéria huszonharmadik része. A forgatókönyvet Roland Emmerich rendező és Dean Devlin producer írta. A film a Centropolis Entertainment és TriStar Pictures koprodukciója.
A történet egy Dr. Niko "Nick" Tatopoulos (Matthew Broderick) nevű kutatóról szól, akit a katonaság felkér egy New Yorkot ostromló óriásszörny (a filmben Godzilla, mai nevén Zilla) tanulmányozására és elpusztítására. Ebben segítségére van a Philippe Roaché (Jean Reno) által vezetett francia hírszerzési különítmény, valamint riporterként dolgozó exbarátnője, Audrey Timmonds (Maria Pitillo) és annak munkatársa, Victor "Állat" Palotti (Hank Azaria).
A film fogadtatása összességében negatív volt. Az amerikai bevételek csalódást keltők voltak, a 130 millió dolláros költségvetésű alkotás alig több mint 136 millió dollárt termelt, világviszonylatban azonban sikerült az összeget 379 millió dollárra feltornáznia. A filmkritikusok a történet, a színészi alakítások és a rendezés hiányosságait kifogásolták, a rajongók körében pedig a címszereplő szörny radikális áttervezése váltott ki ellenszenvet. Mint ilyen, a filmet számos Arany Málna díjra jelölték, melyek közül elnyerte a legrosszabb feldolgozás címét. Ezzel szemben a film számítógépes technikát alkalmazó speciális effektjei elismerésben és egy Szaturnusz-díjban részesültek. A negatív fogadtatás miatt a filmfolytatás terveiről lemondtak, s a cselekményt egy rajzfilmsorozatban folytatták.
A film merchandising termékei olyan rosszul fogytak, hogy a Godzilla és egyéb híres franchise-ok játékfiguráinak gyártásáról elhíresült Trendmasters cég csődbe ment, és más szerződő felek is veszteségeket könyveltek el.
A filmet Tomojuki Tanaka, Godzilla egyik megalkotója és a franchise eredeti producere emlékének szentelték, aki forgatás közben, 1997. április 2-án hunyt el.

## Szereplők
| Szereplők           | Színész           | Magyar hang    |
| ------------------- | ----------------- | -------------- |
| Dr. Niko Tatopoulos | Matthew Broderick | Lippai László  |
| Philippe Roaché     | Jean Reno         | Kovács István  |
| Victor Palotti      | Hank Azaria       | Stohl András   |
| Audrey Timmonds     | Maria Pitillo     | Kiss Eszter    |
| Lucy Palotti        | Arabella Field    | Básti Juli     |
| Hicks ezredes       | Kevin Dunn        | Csankó Zoltán  |
| Ebert polgármester  | Michael Lerner    | Makay Sándor   |
| Dr. Mendel Craven   | Malcolm Danare    | Háda János     |
| O'Neal              | Doug Savant       | Boros Zoltán   |
| Charles Caiman      | Harry Shearer     | Perlaki István |
| Dr. Elsie Chapman   | Vicki Lewis       | Détár Enikő    |

## Cselekmény
Az 1970-es években Francia Polinéziában végzett nukleáris kísérletek hatással vannak a szigetvilág hüllőire. A legtöbb fertőzött tojás elpusztul, de az egyik mutáns leguántojás kikel.
Évekkel később különös események történnek a Csendes-óceán déli részén. A japán halászhajókat egy óriási tengeri szörny támadja. Az egyik eset túlélőjét egy titokzatos francia alak látogatja meg a kórházban. Kérdésére, hogy mi történt, csak annyit felel: „Godzsira”.
Eközben Dr. Niko Tatopoulos, az Egyesült Államok Nukleáris Hatóságának dolgozó tudós, Csernobil 30 km-es zónájában végez kutatásokat, azonban az amerikai külügyminisztérium emberei véget vetnek kísérleteinek. Parancsukra Dr. Tatopoulos titokzatos pusztítás nyomait kezdi vizsgálni, köztük egy hajóroncsot, amelyen hatalmas karomnyomok fedezhetők fel. Útközben találkozik Philippe Roaché-val, a rejtélyes franciával.
A nyomkeresés során felfedeznek egy bőrmintát, amely egyértelműen egy hüllőtől való. A katonaság szerint egy dinoszauruszról van szó, de Tatopoulos szerint egy olyan hüllővel van dolguk, akit az atomkísérletek mutánssá változtattak. Feltevése bizonyosságot nyer, ugyanis New Yorkot hamarosan egy gigantikus hüllő támadja meg. A hadsereg megpróbálja megsemmisíteni, de nem járnak sikerrel, és a lény eltűnik. A begyűjtött vérmintákból viszont Tatopoulos megállapítja, hogy a lény ivartalan szaporodásra képes, és tojásokat készül rakni.
Niko ezután találkozik egykori barátnőjével, Audrey Timmonds-szal, aki riporterként tevékenykedik. Audrey ellop egy titkosított felvételt, amely fényt vet a szörny eredetére. A szenzációhajhász nő átadja a felvételt a médiának, ám főnöke, Charles Caiman, saját felfedezéseként teszi azt közzé. A lény eredete és neve, Godzilla, nyilvánosságra kerül, Niko-t pedig kidobják a kutatócsapatból.
Philippe Roaché ekkor fedi fel előtte, hogy igazából a francia titkosszolgálatnak dolgozik, és osztaga el akarja titkolni a francia atomteszteket. Niko beleegyezik, hogy segítségükre lesz a szörny fészkének felkutatásában és megsemmisítésében.
Godzilla újra feltűnik, de ezúttal a katonaságnak sikerül sarokba szorítania, s a Hudson folyóban a haditengerészet tengeralattjárói látszólag megölik. A Madison Square Garden alatti csatornákban ezután a Tatopoulos és Roaché csapata megindul a fészek felkutatására. Timmonds és operatőre, Victor "Állat" Palotti, titokban követik őket.
A fészket hamar felfedezik, de mielőtt a tojásokat megsemmisíthetnék, azok kikelnek. A Godzilla fiókák üldözőbe veszik a csapatot, akik üzenetet küldenek a katonaságnak, hogy bombázzák le a helyszínt. A bombák elől épphogy megmenekültek, amikor Godzilla hirtelen ismét feltűnik. Hajsza veszi kezdetét a város utcáin, melynek végén a szörny belegabalyodik a Brooklyn híd tartókábeleibe. A katonai gépek így könnyedén elpusztítják azt. A város népe ünnepelni kezd.
A Madison Square Garden romjai közt azonban az utolsó épségben maradt tojás kikel.

## Háttér

### Produkció
Egy amerikai készítésű Godzilla film ötlete már az 1980-as évek elején megfogalmazódott. A japán Tóhó stúdió, a franchise tulajdonosa, engedélyt adott Steven Miner rendezőnek egy 3D-s Godzilla film készítésére. A Fred Dekker által jegyzett forgatókönyv szakított volna a történet szimbolikájával: Godzilla egy eleve különleges képességekkel rendelkező őslény lett volna, melyet a nukleáris robbantások nem átváltoztatnak, pusztán felélesztenek. A William Stout rajzain és Dave Stevens storyboardjain megjelenő lény csak hátlemezeiben emlékeztetett a klasszikusra, egyébként realisztikusabb dinoszauruszra hasonlított. Amerika stop-motion készítői és makettesei lelkesen álltak a munkához, de a tervezett 30 millió dolláros költségvetést egy stúdió sem volt hajlandó támogatni, és a filmjogok 1983-ban lejártak. A 80-as években a nyugati stúdiók nem láttak lehetőséget a franchise-ban, mely a köztudatban olcsó gyerekfilmek gyűjteményeként élt.
A 90-es évekre a Godzilláért rajongó, sikeres Hollywood-i filmkészítők megnyitották az utat egy újbóli nekifutás előtt. Egyikük, Tim Burton, noha a korai híresztelések ellenére nem került kapcsolatba a franchise-zal, 1989-es Batman című filmjével bebizonyította, hogy egy közvélemény által évtizedek óta lenézett médiatulajdont is sikerre lehet vinni, ha a modern ízlésekhez igazítják. Cary Woods és Rob Fried producerek meggyőzték a Tóhót, hogy pénzügyileg sikeres, de hosszútávon stagnálás felé közeledő Godzilla szériájukat egy nagy költségvetésű amerikai filmmel népszerűsítsék.
A TriStar Pictures 1992-ben jött képbe, és fő szempontjuk a franchise negatív imázsának feloszlatása volt. A Tóhó eladta nekik a jogokat három film elkészítésére, azzal a feltétellel, hogy a kész mű maradjon hű az eredeti sorozathoz, és fő témája a nukleáris fegyverek és felelőtlenül használt technológia jelentette fenyegetés legyen. A stúdió a Roland Emmerich és Dean Devlin filmkészítőpároshoz fordult, akik egyből nemet mondtak, mert túl nevetségesnek vélték az alaptémát. A rendezői székbe így Jan de Bont került, és a film a tervek szerint 1993-ra készült volna el, de a leendő forgatókönyvet Ted Elliott és Terry Rossio csak 1994-ben írta meg.
A film Godzilla eredettörténetét nagyban átírta volna, ismét csak szakítva a nukleáris fegyverek allegóriájával – az új forgatókönyv szerint Godzilla egy mesterséges, atlantisziak által kreált lény volt, aki „The Gryphon” („A Griff”) nevű alakváltoztatásra képes szörny ellen védelmezte a Földet. A két szörny dizájnját Stan Winston álmodta meg, és Godzilla kinézete nagyban emlékeztetett volna a japán eredetire. De Bont ragaszkodott ahhoz, hogy filmje két szörnyről szóljon, de a stúdió attól félt, hogy a 130-145 millió dollárra becsült költségvetés a gyakorlatban 200 milliót jelentett volna. A projektet emiatt félbehagyták. 1995-ben, beígért kiadási dátumok sorozatos elmulasztása után a TriStar hivatalosan bejelentette, hogy mégsem készít Godzilla filmet.
Az évtized közepén adták ki Japánban Kaneko Suszuke Gamera trilógiájának első részét, amely a de Bont-féle Godzilla forgatókönyvből merített ötleteket. A mű a vártakkal szemben nagy pénzügyi és kritikai sikert aratott, és az akkori Godzilla filmekkel ellentétben nyugaton is forgalmazták. Ez bebizonyította, hogy a japán szörnyfilm-műfaj darabjait az országon kívül is elfogadják, ha kellően igényesek. A TriStar ekkor ismét felkarolta a franchise-t, majd abból kiindulva, hogy a leendő filmet csak egy radikális újragondolással lehet sikerre vinni, a projektet az alapanyagot leszóló Emmerich és Devlin kezébe adták. A stúdió ekkor nem tudta, hogy a párossal ellentétben pozitív hozzáállású de Bont fix munkadíjas szerződést kötött az Industrial Light & Magic céggel, mely garantálta volna, hogy a film nem lépi túl költségkeretét. Emmerich és Devlin alatt a projekt összköltsége viszont majdnem 200 millió dollárra rúgott.
Emmerich A függetlenség napja című filmje a Tóhó forgalmazásában nagy sikert aratott Japánban, ami bizalmat adott a stúdiónak. Egy 75 oldalas mappában közölték előírásaikat, mely egyéb részletekbe menő kiköltéseken túl magába foglalta, hogy a szörny nem halhat meg a film végén. Ennek ellenére Patrick Tatopoulos, aki Godzilla vizuális áttervezéséért volt felelős, elmondása alapján mindössze annyi útmutatást kapott a rendezőtől, hogy a szörny tudjon gyorsan futni és ne hasonlítson egy dinoszauruszra. Mivel akkortájt Devlin betegeskedett, a kész dizájnt szemléltető szobrot Emmerich és Tatopoulos személyesen szállította Japánba, ahol a Tóhó embereinek elállt tőle a szavuk. A Godzilla filmek producere, Tanaka Tomojuki egészségi állapota miatt nem volt jelen, ezért Tomijama Sogó leírására kellett hagyatkoznia. Emmerich eleinte úgy gondolta, visszautasítják az áttervezést, de végül engedélyt kaptak tőlük, hogy a filmet saját elképzeléseik alapján valósítsák meg, azzal a feltétellel, hogy az új szörnyet nem fogják egyként kezelni az eredeti Godzillával.
Emmerich és Devlin kockázatot vállalt: felrúgták a Tóhó szabályait, hogy meghunyászkodásra kényszerítsék szigorú megbízóikat, akik így vagy kirúgják őket, vagy garantálják nekik a művészi szabadságot. A Tóhó beadta a derekát, mert szükségük volt a nyugati támogatására. Egyes kritikusok szerint ekkor fordult rosszra a film sorsa. Emmerich saját bevallása szerint abban reménykedett, hogy kirúgják. Egy 2022-es interjújában beismerte, hogy Godzilla radikális áttervezésével, karcsú gyíkká alakításával akarta a stúdiók tudtára adni, hogy nem alkalmas a film elkészítésére. Meglepődött és elkeseredett, amikor az ötletét mégis jóváhagyták, s így nem tudott kilépni a filmből.
A forgatókönyvön Emmerich és Devlin együtt dolgozott. Devlin szerint a mű úgy fog viszonyulni a korábbi Godzilla filmekhez, mint ahogy Tim Burton Batmanje a régebbi Adam West-féle Batman tv-sorozathoz. A kész forgatókönyv nem sokban tért el a legkorábbi vázlatoktól, csak kisebb változtatásokat eszközöltek. Ennek részben az volt az oka, hogy a forgatás közben megnövelt költségvetés miatt Devlint túlságosan lekötötték produceri kötelességei, és nem maradt ideje továbbcsiszolni a szövegkönyvet. Ezt bebizonyította a szkript egy kezdetleges változata, mely a filmkiadás előtt az internetre szivárgott, és lényegében megegyezett azzal, ami a képernyőre került.

### Effektek, szörnydizájn
A hagyományos japán szörnyfilmekkel szemben Emmerich Godzilláját számítógépes grafikával keltették életre. Mozgását eleinte a motion capture eljárással tervezték megvalósítani, de a produktum így egy jelmezt viselő ember hatását keltette volna. A Godzilla fiókák részben számítógépes trükkfelvételek, részben fejlett jelmezek voltak. Emellett készült egy 1:6-os méretarányú, körülbelül tíz méter magas animatronikus makett a felnőtt szörny felsőtestéről, valamint egy, a filmben mindössze pár röpke snitt erejére megjelenő jelmez is.
Először a hagyományos effektusokat a digitálisakkal egyenlő mértékben kívánták alkalmazni, mivel utóbbiak nem mutattak jól közeli felvételeken. A munkálatok közben viszont olyan fejlődést tapasztaltak a számítógépes grafika terén, hogy a kész filmben az animatronikus modell és egyéb kellékek Devlin szerint csak négy-öt snittre jelennek meg. A szörnyet Kurt Carley jelmezes kaszkadőr játszotta.
New Yorkot a valós felvételeken kívül számos részletes miniatűr városmakett is megjelenítette, melyeket számítógépes effektusokkal egészítettek ki. Ezeket azonban javarészt nem a szörny, hanem a katonaság által okozott romboláshoz használták.
A látványelemekbe ölt nagy mennyiségű munka ellenére a kész filmet e téren is érte kritika, kiváltképp a számítógépes animáció valós felvételekbe történt, sokszor szembetűnően hibás integrálását. A CinemaScore közvélemény-felmérése szerint a nézők nemcsak a forgatókönyvön értetlenkedtek, de az effekteket sem tartották valami meggyőzőnek. Dean Devlin ennek kapcsán elmagyarázta, hogy a Godzilla selejtes effektusokkal került a mozikba. Eredetileg hagyományos Technicolor szalagra kívánták felvinni a filmet, és az utómunkálatokat is ennek tudatában végezték. Közvetlenül a mozipremier előtt egy technikai hiba miatt azonban kénytelenek voltak más filmformátumra váltani, ami az effektusok jelentős leromlását eredményezte. A 2009-es Blu-ray disc kiadásig kellett várni, míg ezt a hibát korrigálták, ez volt tehát az első alkalom, hogy a „kész” film végre bemutatásra került. Devlin remélte, hogy, ha a forgatókönyvet nem is, legalább a látványt átértékelik a nézők.
Maga a szörny nagyban eltér az eredeti Godzillától. A robusztus, felegyenesedetten járó, teljes talpára lépő szörnyet karcsú, testét vízszintesen tartó, lábujjain mozgó lényként képzelték újjá. Jellegzetes vaskos alsó állkapcsát A dzsungel könyve című animációs film tigrise, Sir Kán után mintázták meg. Egyedül a hangja és a háti lemezei emlékeztettek valamelyest az eredeti változatra, de azokon is változtattak. A szörny a korai vázlatokon még jobban hasonlított a Tóhó-féle Godzillára, de a futólábak és az előredőlt testtartás már itt a dizájnja részét képezték. Az egyik korai elképzelés szerint kaméleonszerű színváltó képessége is lett volna – a kész filmben nincs ilyen tulajdonsága, de pontos színei a fényviszonyoktól függően jelenetenként változnak.
A korai vázlatokon a szörny még rendelkezett Godzilla egyik fő jellegzetességével, a szájból kilőhető atomsugárral. Ezt később az úgynevezett „Power Breath” („Erőlehelet”) ötletével helyettesítették: az egyik elvetett forgatókönyv-változatban a szörny képes volt olyan erőset fújni, hogy mindent letarolt környezetében. A rajongók üzenetek hadával tiltakoztak ez ellen, mire a készítők átgondolták az elképzelést, és egy, az eredetihez jobban hasonlító képességgel ruházták fel a lényt – a bendőjében lévő gyúlékony gázokkal robbanást idéz elő. A rajongói követelések ellenére azonban a szörny a filmben mégis demonstrálja mindkét fajta leheletét, de az atomleheletet nem.
A fő módosítás a Tóhó Godzillához képest, s egyben ez váltotta ki a legtöbb negatív reakciót a nézőktől, hogy a lény sérülékeny és ijedős lett, nem volt saját egyénisége. Patrick Tatopoulos karaktertervező a Time magazin 1998. május 25-i számában bejelentette, hogy a céljuk nem egy szörny, hanem egy állat megteremtése volt. Ezt a döntést a készítők később több ízben megbánták.

### Reklámkampány
A Godzilla a Sony szerint főként a 4-11 éves fiúkat volt hivatott megcélozni. A filmhez egy hírhedten nagyszabású promóciós kampány kapcsolódott, melynek részeként nem fedték fel a szörny kinézetét, hanem csak a méretét hangsúlyozták – maga a filmszlogen is „Size Does Matter” (magyarul „A méret igenis számít”) volt. Dean Devlin producer szerint ezzel, valamint az első teaser trailer-rel, amelyben a szörny lába összezúz egy kiállított Tyrannosaurus csontvázat, csak a Jurassic Parktól szerették volna megkülönböztetni magukat. A kampány legnevezetesebb részei a plakátok és egyéb feliratok voltak, amelyeket New York-szerte épületekre és tömegközlekedési eszközökre tettek ki, így hirdetve a lény testrészeinek méreteit (például: „A lába akkora, mint ez a busz”). A film kiadását követően a szlogen számos paródia célpontjává vált, többek között a Star Wars I. rész – Baljós árnyak és a Chipkatonák promóciói is kigúnyolták (például: „A cselekmény igenis számít” vagy „A méret nem számít”). Emmerich dühösen fogadta a reklámokat, szerinte a Sony túlzásba vitte a szlogeneket, és őket okolta filmje bukásáért.
A promóció a Sony kései döntése volt. A film a sokáig elhúzódó produkció és a kiszabott határidők miatt nem kapott tesztvetítést. Devlin ezt utólag hibának titulálta, mivel korábban Emmerich egyéb filmjeinek hiányosságai épp a próbavetítéseken derültek ki, így még tudták némileg orvosolni azokat. A Sony emberei mindössze három héttel a mozipremier előtt látták a kész filmet. Korábban bíztak a sikerében, de a készterméket látván meggondolták magukat. Ekkor döntöttek úgy, hogy megerősítik a reklámkampányt, hogy legalább egy erős mozis nyitást tudhassanak magukénak.
A Sony emellett megtiltotta, hogy a promóciók felfedjék a szörny dizájnját. Dean Devlin bevallotta a The Wall Street Journalnek, hogy állítólagosan hamis képeket terjesztett a filmről, hogy így tesztelje, mely cégek szegik meg titoktartási egyességüket. Az egyik ilyen cég a Fruits of the Loom ruhagyártó volt, a Tiger Electronics pedig elvesztette a Godzilla licencet, amiért megosztotta a titkos képeket egy magazinnal. A szörny áttervezését felfedő kiszivárgott képek heves ellenérzéseket váltottak ki a rajongókból, és a leveleik elárasztották Devlin irodáját. Devlin erre azt reagálta, hogy a filmbéli szörny nem úgy fog festeni, mint az általa „ocsmány”-ként jellemezett hamis képeken, ám ezzel magára haragította a filmstúdióval leszerződtetett cégeket, melyek a tőle kapott képek alapján már megkezdték a merchandising termékek gyártását, és le kellett állítaniuk a gyártást. Devlin védekezésül George Lucas példáját hozta fel, aki szerinte hasonló álhír-kampányt folytatott a Star Wars kapcsán. Ezt Lucas egy ügynöke tagadta, mert úgy vélte, tiszteletlenség lenne félrevezetni a rajongókat. Később a filmből kiderült, hogy Devlin ígéretével ellentétben az állítólagos hamis képeken egész végig a szörny igazi dizájnja volt látható.
A film merchandising termékeinek kiadását is visszaszorították, bár számos tárgy mégis a tervezett kiadás előtt a polcokra került. Ez a döntés is hibának bizonyult: a termékek először nagy számban keltek el, de a film kiadása után jelentősen megcsappant irántuk a fogyasztói érdeklődés. A játékfigurákat a Trendmasters gyártotta, és noha számukra megtérült a befektetés, az üzletek nem tudtak mit kezdeni a nagy mennyiségű eladatlan termékkel, így minden rendelésüket visszavonták a gyártótól. Ennek eredményeképp a Trendmasters, amely eredetileg a klasszikus Godzilla filmek alapján készült játékok forgalmazásával futott be, pár éven belül csődöt jelentett.
A játékgyártón kívül más cégeket is negatívan érintett a film fogadtatása, a Harper Collings kiadó könyvei például alig fogytak, a regényadaptáció példányainak csak egyharmada kelt el. A Sony speciális egyességet kötött a filmet bemutatandó mozikkal is: a megszokott 60% helyett a nagyobb moziktól bevételük 80%-át, a kisebbektől 90%-át követelték. Ez hatalmas nyomást helyezett a mozikra, főleg hogy Amerika-szerte 7363 terem vetítette a filmet, ami akkor rekordnak számított. A Carmike Cinemas mozilánc a filmet okolta részvényértékeinek zuhanásáért.
Az egyesült államokbeli promóció a film költségvetését kb. 170 millió dollárra emelte (egyes források szerint közel 200 millióra), és a nagyjából 250 licencpartner összesen 3000 merchandising terméket dobott piacra, ezáltal további 150 millió dollárt ölve a promóciós munkálatokba, aminek csak töredéke térült meg. A veszteségek okán Terry Rossio, a projekt korai, elvetett változatának írója „százmillió dolláros hiba”-ként jellemezte a filmet egyik értekezésében.

### Filmzene
A Godzilla: The Album 1998. május 19-én került boltokba az Epic Records kiadásában. Az alternatív rock betétdalokat tartalmazó album nagy siker volt, a Billboard 200 szerint a slágerlisták második helyét foglalta el, és június 22-én platinalemezt kapott. A David Arnold által filmhez komponált zenét a La La Land Records 2007-ben adta ki limitált példányszámban.

## Fogadtatás

### Bevételi adatok
A filmet 1998. május 20-án mutatták be az amerikai mozik, amely egybeesett a háborús hősök emléknapjának (Memorial Day) hosszú hétvégéjével. A kiadók remélték, hogy a film megdönti a négy napos ünnepre vonatkozó mozibevételi rekordot, amelyet egy évvel korábban Az elveszett világ: Jurassic Park állított fel a maga 90 161 880 dolláros bevételével. A Godzilla ezzel szemben mindössze 55 726 951 dollárt hozott. Teljes vetítési ideje alatt a film az Egyesült Államokban 136 314 294 dollárt, világszerte 379 014 294 dollárt termelt, amivel '98-ban az ország kilencedik legjobban teljesítő filmje lett, az egész világot nézve azonban a harmadik helyen teljesített. A film egyáltalán nem közelítette meg a stúdió által várt számokat, így pénzügyi csődként könyvelték el, habár manapság a kezdőbevétele alapján már sikernek számítana.
A jegypénztáraknál való rossz teljesítmény hosszabb távú következményekkel járt: a stúdió a televíziós vetítési jogokat a csekélynek számító 25 millió dollártért tudta értékesíteni – a Sony által túlszárnyalni kívánt Az elveszett világot a Universal 80 millióért adta el.
A film ellentmondásossága ellenére Japánban eleinte viszonylag jól teljesített. A premierre 500 000 néző váltott jegyet, ami ott akkor rekordnak számított. Mindenesetre a látogatottsága gyorsan zuhanni kezdett, és 33.1 millió dolláros összbevétele alulmaradt más nagy költségvetésű amerikai filmekével szemben, nem múlta felül számottevően az előző Godzilla film bevételét (Godzilla vs. Destoroyah – 24.8 millió dollár). A Tóhó legalább kétszer ekkora összegre számított, főleg hogy Emmerich A függetlenség napja című sikerfilmje 93 milliót termelt Japánban.
Magyarországon a film nyár végén került mozikba, és 492 491 jegyet váltottak rá, amivel az év harmadik legnézettebb filmje lett, azaz viszonylag jobban teljesített, mint hazájában.
2014 augusztusában Amerika-szerte limitált ideig ismét mozikba került a RiffTrax társulat szervezésében, akik vetítés közben gúnyolták ki a közönség előtt. A brigád szerint ez volt a rajongóik által legtöbbet kért filmek egyike, ezért a Kickstarter oldalon keresztül gyűjtötték össze a vetítési jogok megszerzéséhez szükséges 100 000 dollárt.

### Kritikai visszhang
A filmet az Egyesült Államokban főleg negatív kritikák érték. A Rotten Tomatoes oldalán összegyűjtött 74 kritikának csak 16%-a pozitív kicsengésű, a tízes skálán 4-es pontátlagot ért el. Az átlagnézők 28%-a értékelte pozitívan, a nézői skálán 5-ből 2.5 pontot ért el. A Metacritic oldalán 32 pontot ért el a lehetséges százból 23 kritika alapján. A film hat Arany Málna díj jelölést kapott, melyek közül elnyerte a legrosszabb feldolgozás és legrosszabb női mellékszereplő (Maria Pitillo) díjakat. Ezeken kívül jelölték a legrosszabb film, legrosszabb rendező és legrosszabb forgatókönyv kategóriákban is – utóbbiban Emmerich és Devlin egy-egy jelölést kapott. A film technikai oldala több elismerésben részesült, a speciális effektusokat Szaturnusz-díjjal jutalmazták.
A kritikák és nézői vélemények legfőbb megállapítása, hogy a film humorra tett kísérletei nem működnek, Matthew Broderick és Maria Pitillo alakítása gyenge, a kis Godzillákat szerepeltető képsorok túl sok hasonlóságot mutatnak a Jurassic Park egyes jeleneteivel, valamint hogy a szörnyeteg a cím ellenére szinte semmiben sem hasonlított Godzillára. A rossz visszajelzéseket a készítők közül főleg Pitillo karrierje bánta: ezt követően csak pár kevésbé ismert filmben, illetve kudarcra ítélt tv-sorozatban kapott szerepet.
A ReelViews-nek író James Berardinelli kritikus az elsők között értekezett a filmről. Szerinte „agyhalottak számára íródott. A forgatókönyv nem egyszerűen lebutított, hanem lobotomizált.” A Godzillát minden idők egyik legostobább blockbuster filmjének nevezi, ám írása végén jelentéktelennek ítéli saját véleményét, mondván, hogy a közönség dönt majd a film sikere felől. A későbbi filmkritikák és az átlagnézői vélemények java azonban egyetértett vele. Barbara Shulgasser (The San Francisco Examiner) azt mondta, a film „cselekményében nem ismerhető fel semmilyen logika.”, s rosszallta, hogy a látványra és az akcióra helyezte a hangsúlyt. Mick LaSalle (San Francisco Chronicle) a film számos szörnyes jelenetét kritizálta, mondván, a Jurassic Parkból lettek másolva, és a film nem tartogat semminemű izgalmat. Stephen Holden (The New York Times) hasonló véleményt hangoztatott, szerinte a mű „olyan ügyetlenül van megszerkesztve, mintha két filmet raktak volna össze, és a végére ragasztottak volna egy abszurd, dübörgős finálét [...] Meddig fognak az eseményfilmek tovább butulni, mire már nem kel el rájuk több mozijegy?”
A Chicago Sun-Times-ban közölt írásában a híres filmkritikus, Roger Ebert a következőket írta: „Ha ilyen filmet nézünk, gondosan vissza kell fojtanunk az intelligens gondolkodást. A filmnek nincs semmi értelme, kivéve ha felmenőinek gondatlan egyvelegeként nézzük.” Érdekesség, hogy a filmben New York fenhéjázó, csak a saját újraválasztása miatt aggódó polgármesterét Ebert-ek hívják, segédjét pedig Gene-nek. Ez egyértelmű utalás Roger Ebert és Gene Siskel filmkritikus-párosra, akik korábban a rendező egyéb filmjeit is negatívan értékelték. Egyikük sem fogadta jól a paródiát, hiányolták, hogy a szörny nem lépett legalább rájuk. David Kalat kritikus szerint a polgármester ilyetén kisstílű sztereotipizálása a 2001. szeptember 11-ei terrortámadások után sokkal rosszabb fényt vet a film amúgy is igénytelen humorára.
Michael O'Sullivan (The Washington Post) így értekezett: „A kérdés a következő: A lenyűgöző szörnyeffektek és tomboló harcjelenetek vajon elegek ahhoz, hogy megfeledkezzünk az ostoba történetről, a tudományos pontatlanságokról és az alapvető lehetetlenségekről?” Owen Gleiberman (Entertainment Weekly) valamelyest pozitívabb véleménnyel volt az akciójeleneteket illetően, de kritikája végén megjegyezte, hogy hiába költöttek a filmre ennyi pénzt, a szórakoztató rombolás tekintetében így is alulmaradt a japán „szemétfilmekhez” képest.
A film pozitív kritikákat is kapott. Aladino Debert (Variety) elismerő szavakkal illette a film speciális effektusait és a szörny dizájnját. Kevin Thomas szerint a film „Egy profin kivitelezett hullámvasút, tele szakadatlan izgalmakkal.” Gary Kamiya elismerte, de tűrhetőnek nevezte a film butaságait. Joe Leydon (Variety) kritizálta a filmet, többek között mert nagyban megváltoztatta Godzilla kinézetét és képességeit, de pozitívan írt egyes jelenetek hangulatáról.
A film az átlagemberek, de főleg a Godzilla rajongók körében elsöprően negatív fogadtatásban részesült. Ennek fő oka, hogy a címszereplőt gyakorlatilag a felismerhetetlenségig megváltoztatták. Megfosztották jellegzetes vonásaitól, úgy mint ikonná vált kinézetétől, atomleheletétől és a fegyverekkel szembeni sérthetetlenségétől. Richard Pusateri kritikus és rajongó állt elő a széles körben elterjedt „GINO” gúnynévvel („Godzilla In Name Only”, magyarul „csak nevében Godzilla”). A világhálón terjengő negatív írások kihatottak a film bevételeire, aláásták a Sony reklámkampányát, és a filmstúdiók részben emiatt ismerték fel 1998-ban az internet fontosságát a közvélemény formálásában.
Steve Ryfle, a Godzilla sorozat egy szakértője úgy érezte, Emmerich szégyellte az alaptémát, és a film humora lenéző a nézőkkel szemben. Hiányolt minden olyan motívumot, amit a nézők elvárnak egy Godzilla filmtől, úgymint a fergeteges városrombolást vagy a szörny hadsereggel szembeni küzdelmét. Nem tudta, milyen közönségnek tetszhet a film, és szerinte a Sony igazából csak a Jurassic Park-ot kívánta leutánozni, „felnagyítani és lebutítani”. Könyvében megjelent kritikájában a film összes aspektusáról negatívan ír, de a legnagyobb hibájának azt vélte, hogy a lény még dühében sem kezd tombolni, hanem csak egy kis csapat embert vesz üldözőbe. Ellenben Dekker elvetett filmjének forgatókönyvében, amikor Godzilla szembesül ivadéka halálával, lerombolja San Francisco-t – hűen a karakter lényegéhez. Ryfle ötből másfél csillaggal értékelte.
A téma egy másik publikált kritikusa, David Kalat szerint a film piaci szempontból egy semmihez sem fogható PR-katasztrófa. Elfogadhatatlannak tartotta, hogy a mű a belé fektetett hatalmas pénzösszegek, szakértelem és gőgös promóciói ellenére az élethűbb speciális effektusok kivételével semmiben sem volt jobb, mint az ezen források töredékével sem rendelkező japán elődei.
A G-Fan rajongói magazin 1998-as május–júniusi száma több mint száz rajongói és hivatásos filmkritikát hozott le. Kyle Smith kritikus, egykori The New York Post alkalmazott és jelenlegi National Review író erősen negatív kritikájában reagált Dean Devlin Batman-es hasonlatára, és inkább a Batman és Robinhoz hasonlította a filmet. Stan G. Hyde, Brent Elliott és Richard Pusateri szintén rosszalló kritikákat írtak, és erősen támadták a film alapanyagával való bánásmódját, de a látványelemekről pozitívan értekeztek. A magazin kiemelte az akkor 14 éves Christopher Bobyn pozitív kritikáját is, aki nem bánta a Godzillát ért változtatásokat.

A japán filmek történésze, Ed Godziszewski statisztaként részt vett a film zárójelenetének felvételén, a New York-i tömegben. Beszámolója szerint mikor a statiszták megtudták, hogy a szörnyet a film végén lelövik, a teljes tömeg csalódottságát fejezte ki, ami sokkolta a filmstábot. Godziszewski szerint a kész mű újabb bizonyítéka, hogy a sok pénztől nem lesz jó egy film.

A G-Fan ezeken túl 100 további rajongói kritikát is lehozott, melyek közt voltak pozitívak és negatívak. A magazin által kihirdetett, egyénenként több szavazatot engedélyező felmérés szerint a rajongók 11,9%-a tartotta a filmet kiválónak, 39,3%-a jónak, 48,8%-a csalódást keltőnek és 25%-a rossznak. 4,8% tartotta jobbnak a japán Godzilla filmeknél, 27,4%-nak tetszett a szörny új külseje, és 36,9% remélt folytatást. Az összesített felmérésen a film tízből 4,62 pontot ért el, amivel az addig készült 23 Godzilla film közül a 21. helyen állt.
Brian Solomon könyvszerző, aki a filmet „eposzi léptékű kritikai katasztrófa”-ként és „a filmtörténelem egyik leghírhedtebb vicce”-ként jellemezte, kikérte egyéb, a témában jártas személyek véleményét is. August Ragone (a Godzilla eredeti effektrendezője, Cuburaja Eidzsi életrajzírója) szerint a készítők sokkal inkább a Pánik New Yorkban című szörnyfilmet akarták adaptálni, semmint a Godzillát. Dr. William Tsutsui, a Godzilla on My Mind esszékötet szerkesztője szerint megpróbálták elválasztani a karaktert japán alapjaitól, és egyszerű állattá redukálták. Miguel Rodziguez, a Horrible Imaginings Film Festival szervezője szerint Emmerich és Devlin semmi tiszteletet nem érzett a franchise és alkotói iránt, és Godzillát egy sintó isten helyett egy nagy gyíkká változtatták. A japán filmművészet és -történelem szakértője, Stuart Galbraith IV szerint önmagában az nem gond, ha egy filmadaptáció eltér alapművétől, de a TriStar ehhez nem próbálta felmérni, miért olyan kedveltek és időtállók az eredeti filmek. Solomon összegzése szerint az 1998-as Godzilla esete tanulságos intőjel, és a legrosszabb példája annak, ha egy stúdió nem veszi figyelembe közönsége igényeit.
A kritikusokon és rajongókon túl több szakmabeli is elítélte a filmet. Rob Fried, aki az 1994-es változat executive producere lett volna, és segített a Sony-nak a Godzilla jogok megszerzésében, elborzadt a projektet tőle átvevő producerek döntéseitől. Szerinte ennél rosszabbul nem is lehetett volna bánni egy sikert ígérő szellemi tulajdonnal.
A film a világszintű piacon mégis mérsékelten sikeres volt. Egyesek magyarázatként felvetették, hogy ahol a nézők nem kötődtek különösebben a Godzilla franchise-hoz, ott könnyebben elfogadták a film alapanyagától való eltérését.

#### A Tóhó reakciója
A Tóhó stúdió a kiadás után sokáig hallgatott a filmet illetően, habár eleinte meggyőződésük volt, hogy beváltja a hozzá fűzött reményeket. Azonban sokan, akik kapcsolatban álltak a franchise-zal, nyíltan kifejezték nemtetszésüket az amerikai újraértelmezésről. Az eredeti Godzillát alakító színész, Nakadzsima Haruó szerint az új dizájn „arca olyan, mint egy leguáné, és a teste meg a végtagjai mint egy békaé”. Szacuma Kenpacsiró, a lény második fő megszemélyesítője, nem bírta végignézni a filmet, a vetítés közben kisétált a moziteremből. Később azt nyilatkozta, „ez nem Godzilla, nincs meg benne a lélek”. Akira Ifukube zeneszerző, Godzilla egyik alkotója, az amerikai változat sérülékenysége miatt panaszkodott, mondván, a szörnynek egy atombomba sem tud ártani, nemhogy közönséges lövedékek.
Szuzuki Maszahiko, a Tóhó szóvivője, a film védelmére kelt. Szerinte igazságtalan volt, hogy a japánok hirtelen a magukénak titulálták Godzillát, holott a film előtt éveken át gúnyolódtak rajta. Joszuke Ogura Tóhós publicista inkább egy katasztrófaként írta le a művet. Kaneko Suszuke, aki egy másik stúdiónál készített szörnyfilmeket, szintén negatívan állt hozzá: „érdekes, hogy az amerikai verzió menekül a lövedékek elől... [Az amerikaiak] képtelenek elfogadni egy olyan lényt, amit a fegyvereik ne tudnának legyőzni.”
A 2004-es Godzilla: Final Wars című film kiadásával Kitamura Rjuhei rendező és a Godzilla franchise-ért felelős Tomijama Sogó hivatalosan átnevezték a filmben szereplő dizájnt „Zilla”-ra (japánul Jira vagy Dzsira). A nevet Tomijama gúnynak szánta: a Tóhó korábban számos amerikai Godzilla utánzat-terméket vont ki a piacról, melyek neve tartalmazta a „-zilla” szót, és meglátásában ez a változat inkább az utánzatokat testesítette meg, semmint az eredetit. A másik indoklása szerint az amerikaiak kivették a „God”-ot (istent) a Godzillából. A Tóhó sajtótermékeiben mégis többször leszögezte, hogy az amerikai szörnyet Godzilla egyik változatának tekintik, nagy zavart okozva ezzel rajongóik számára. Matt Frank, a Godzilla: Rulers of Earth képregény rajzolója szerint a stúdió nem igazán tesz különbséget a Zilla néven levédett dizájn és a '98-as Godzilla között, de kikötésük, hogy a 2004 után megjelenő művek már csak a Zilla névvel utalhatnak rá. Ezt szemléltetendő, a Final Wars-ban találkozik egymással a két szörny, és Godzilla pillanatok alatt végez Zillával.

#### A készítők véleménye
A filmkészítők közül szintén többen kifejtettek már cinikus véleményeket. Maga Roland Emmerich bevallotta, hogy nem is kedvelte a Godzilla filmeket, és csak azért vállalta el a film rendezését, mert szabad kezet kapott. A Holnapután című filmje kapcsán készült egyik interjújában elárulta, hogy több tekintetben bánta a Godzilla elkészítését, ugyanis a határidő nagy nyomás alá helyezte őt, és a stúdió kérésére a film még tesztvetítést sem kapott. A készterméket ennek dacára védelmezte a kritikusokkal szemben, és szülőktől kapott visszajelzésekből tudta, hogy a gyerekek körében ez volt a legnépszerűbb filmje. 2014-ben az angol Empire Magazine-nak adott beszámolója szerint leginkább azt sajnálta, hogy a film miatt nem tudta megvalósítani eredeti elképzelését egy meteoros katasztrófafilmről: „A Godzilla mókás volt, de Michael Bay és Mimi Leder készítették el azt a filmet, amit én akartam. Pedig könnyen megverhettem volna őket!”
2022-es Moonfall című filmjének megjelenésekor Emmerich rossz emlékekkel tekintett vissza a Godzillára, és ismét hangoztatta, hogy nem akarta volna elkészíteni. Bevallása szerint szándékosan azért adott szokatlan külsőt a film szörnyének, mert ki akarta rúgatni magát. „Jól van, álljunk hozzá radikálisan. Nem csinálok nagy hasú Godzillát. Gyíkot csinálok belőle. Ezzel akartam mindenkinek jelezni, hogy ezt a filmet én nem készíthetem el. [A Tóhó stúdió] azt mondta, óh, ezt egy új Godzillának, a hollywood-i Godzillának hívjuk majd. Akkor tovább készíthetjük a saját kövér Godzillánkat. Erre én: Basszus!”
Dean Devlin producer és társíró a film kiadása után hevesen szólalt fel a kritikusokkal és rajongókkal szemben. A hivatalos internetes Godzilla üzenőfalat le kellett zárni, miután vitaszító, sértő hangnemben írt hozzászólásai kellemetlen hangulatot teremtettek a rajongók között.
Évekkel később Devlin véleménye fokozatosan a rajongókéhoz idomult. Az Entertainment Weekly-nek adott 2012-es interjújában, melyben kifejtette véleményét az akkoriban készítés alatt álló 2014-es amerikai Godzilla reboot-ról, a következőképp nyilatkozott: „Én tudom, hogy a saját Godzillámat elcsesztem. Nagyon fogok örülni, ha nekik sikerül egy jót csinálniuk. Mindig azt kívánom, bárcsak újra nekifuthatnék. De, nézzék, Godzillát gyermekkorom óta imádom. Keményen dolgoztunk, hogy készítsünk egy sajátot. Elrontottuk.” Egy másik interjúban magára vállalta a film hibáit, és azt kívánta, bárcsak kijavíthatná a forgatókönyv hiányosságait. Egyben kifejezte támogatását a Gareth Edwards által rendezett újabb film felé, és örült, hogy az amerikaiak ismét megpróbálnak egy Godzilla filmet készíteni.
2014-ben ismét nyilatkozott, és azt mondta, a film negatív visszajelzései részben indokoltak voltak, de sokan túlreagálták. Szerinte a forgatókönyv két legsúlyosabb hibája, hogy Godzillát nem hősként vagy gonoszként, hanem egy egyszerű állatként jelenítették meg, és hogy az emberi karakterek hátterét nem a film elején, hanem csak a közepén mutatták be, amikorra a nézőknek már kialakult róluk a véleményük. Mindkét hibáért önmagát okolta.
2018-ban, a film kiadásának huszadik évfordulóján a SyFy weboldalának egyik írója megpróbálta felvenni a kapcsolatot a készítőkkel, de egyedül Dean Devlin volt kész beszélni róla. Devlin megismételte korábban tett kijelentéseit, és bevallotta, hogy nagy volt a nyomás a stábon, mert a közönség egy olyan nagyszabású filmet remélt, mint A függetlenség napja. Szerinte az egyik fő gond az volt, hogy vele szemben Roland Emmerich nem lelkesedett a filmötletért, Devlin mégis ráerőltette. Kritizálta továbbá a film végének ellentmondásos hangulatát. Mivel a forgatókönyve nem tudta eldönteni, hogy a szörnytől félni kell-e vagy sajnálni, a befejezés nem vált ki érzelmet a nézőből.
A Godzillát játszó Kurt Carley 2011-ben egy rajongói találkozón ismerkedett meg Nakadzsima Haruóval, és vicces hangnemben közölte, tudja, hogy a film rossz, de csak egy munka volt.

## Folytatások

### El nem készült folytatások
A TriStar eredetileg egy filmtrilógia első epizódjának szánta a filmet. A japán Godzilla filmes projekteket pedig 2005-ig szüneteltették volna. Az Amerikában pénzügyileg alulteljesítő és ellenszenv övezte film azonban elkedvtelenítette nemcsak a rajongókat és mozitulajdonosokat, hanem a készítőket is. Habár a film az Amerikán kívüli piacon sikeres volt, a merchandising kampány termékei rosszul fogytak, emiatt a stúdió úgy vélte, a folytatás kevesebb bevételt hozna. Eleinte két lehetséges megoldást vetettek fel: egy folytatást és egy teljes újrakezdést, vagyis rebootot.
A leendő második rész korai történeti vázlata szerint az életben maradt Godzilla fióka Niko-t tekintette volna anyjának, aki ezáltal megszelídíti és még kiskorában Ausztráliába menekíti. Az ott megnő, és saját utódokat nemz, akiket egy Anna Charlton nevű biológus védelmez. A cselekmény java az első filmből visszatérő Philippe Roaché, valamint az általa elrabolt és ezáltal Audrey-t elhagyni kényszerülő Niko ütköző szándékai körüli bonyodalomról szólt volna, továbbá Niko és a vele szemben eleinte bizalmatlan Anna között kialakuló viszonyról. A másik fő történeti szál mutáns óriásrovarokhoz kapcsolódott volna, amelyek, hála természetes ragadozójuk (az első Godzilla) halálának, világszerte embereket rabolnak, akiket a fészkükben fogva tartanak és megesznek. A film végén Godzilla és egyetlen életben maradt fiókája megmentette volna a még élő rabokat és legyőzte volna a rovarkirálynőt, elnyerve így az emberek bizalmát. A történetet Tab Murphy vázolta fel. A harmadik rész tervezett cselekménye ismeretlen. Emmerich és Devlin már dolgoztak a film előkészületein, amikor a Sony kérésére abbahagyták a munkát. Devlin ezelőtt még bizonygatta, hogy a folytatásokban a szörny jobban hasonlít majd az eredeti Godzillára.
A Tóhóval kötött szerződésben foglaltak szerint öt éven belül el kellett készülnie az új filmnek, máskülönben a karakter jogai visszaszállnak a Tóhóhoz. Ennek értelmében a TriStar megpróbálta kivárni, míg a Godzilla ismét piacképes lesz, majd egy új filmet leforgatni, amely semmiben nem kapcsolódik a '98-ashoz.
Tomijama Sogó úgy vélte, az amerikai film fogadtatása fényében az „igazi” Godzilla nem várathat magára. 1999-ben Japánban elkészült a Godzilla 2000 című film, amely az 1954-es eredeti folytatása volt. A Sony forgalmazásában a filmet Amerikában is bemutatták, így próbálván minél hamarabb eltávolodni Emmerich filmjétől és felkészíteni a nézőket a reboot-ra. Mindezek ellenére az amerikai reboot ötlete nem valósult meg, s a TriStar által megvásárolt Godzilla jogok 2003-ban lejártak. Emmerich változata nem részesült valós filmfolytatásban, viszont a 2001-es Godzilla, Mothra and King Ghidorah: Giant Monsters All-Out Attack című alkotás egyik jelenetében a szereplők megemlítenek egy szörnyet, amely évekkel korábban New Yorkot terrorizálta. Szerintük az amerikaiak tévedtek azzal, hogy Godzillának nevezték ezt a lényt.
A Godzilla sikertelensége hatással volt az óriásszörnyes filmek egész műfajára. Noha eredetileg vele akarták fellendíteni ezt a piacot, a film pont az ellenkező hatást érte el, s az óriásszörnyes filmek gyártása nyugaton évekig abbamaradt. Ezzel egyidejűleg a japán Tóhó stúdió hosszú távú tervei is felborultak, s a 2000-es évek elején gyors ütemben megjelentetett alacsony költségvetésű Godzilla filmek a keleti nézőket is elidegenítették a szériától. Többen Roland Emmerich filmjét tartják a kár egyedüli okozójának, azonban a Disney szintén 1998-ban adta ki egy másik klasszikus fekete-fehér óriáslényes film feldolgozását (Joe, az óriásgorilla – Mighty Joe Young), amely ugyan kevésbé negatív kritikai fogadtatást kapott, viszont hatalmas pénzügyi bukás volt. A két film együttes kudarca hosszú ideig szüneteltette a hasonló témájú nyugati filmek gyártását, s a műfaj csak az olyan művek kiadásával kezdett lassan kilábalni ebből a piacképtelen állapotból, mint a 2007-es Cloverfield, a 2013-as Tűzgyűrű, illetve a Godzilla franchise 2014-es felelevenítése.
Pozitív foganatja is volt a filmnek. Az eredeti Godzilla epizódok iránt ugrásszerűen megnőtt az igény az amerikai fogyasztói piacon, és a klasszikus szörnyeket ábrázoló termékek eladása négyszeresére nőtt. A sajtó a film kritizálásával egyetemben kedvező hozzáállással fordult az immár DVD-n is elérhetővé váló japán darabok felé, és az évtizedeken át underground szubkultúraszinten működő rajongótábor mainstream elismerésben részesült.

### Rajzfilm
Az Adelaide Productions és a Fox Godzilla (Godzilla: The Series) című rajzfilmsorozata a film közvetlen folytatásaként készült, és annak záróképével, vagyis az életben maradt Godzilla fiókával kezdődik. A Godzilla Jr. (ma Zilla Jr.) nevet viselő lény Niko Tatopoulost véli szülőjének, és a jók oldalára áll. Niko egy kis kutatócsoport élén különös jelenségeket vizsgál világszerte, és folyamatosan óriásszörnyekre bukkan, akikkel Godzillának kell megküzdenie. A sorozatban visszatér több filmszereplő is, például Anthony Hicks ezredes, Audrey Timmonds, Victor "Állat" Palotti és Philippe Roaché, valamint a filmben megölt Godzilla is újra életre kel Kiber-Godzillaként.
A két évados sorozat eleinte jó nézettségi adatokat produkált, és a rajongók közt sokkal népszerűbb volt a filmnél, mivel hangulata jobban hasonlított a japán kaidzsu művekére. Ennek oka, hogy a filmkészítők kevés információt osztottak meg a rajzfilmesekkel. Ők, nagy Godzilla rajongók lévén és támpont híján a sorozatot a klasszikus mozifilmekhez tették hasonlatossá – Godzilla Jr. emberszerűen viselkedik, felegyenesedve jár, szuperképességekkel bír, és szörnyekkel küzd. A rajzfilm mégsem tudott versenyre kelni a piacra akkortájt benyomuló Pokémon és Digimon franchise-okkal, és a filmhez kiadott játéksorozat kudarca okán a sorozat játékszériáját még kiadása előtt beszüntették. Részben ez győzte meg a Sonyt arról, hogy ne készítse el a filmfolytatást.

## Fordítás
- Ez a szócikk részben vagy egészben  a   Godzilla (1998 film) című angol Wikipédia-szócikk fordításán alapul.  Az eredeti cikk szerkesztőit annak laptörténete sorolja fel. Ez a jelzés csupán a megfogalmazás eredetét és a szerzői jogokat jelzi, nem szolgál a cikkben szereplő információk forrásmegjelöléseként.